# Микич, Ноа
Но́а Ми́кич (хорв. Noa Mikić; родился 27 января 2007) — хорватский футболист, правый защитник загребского «Динамо».

## Клубная карьера
Воспитанник футбольной академии клуба «Динамо» (Загреб). В основном составе клуба дебютировал 24 августа 2024 года, выйдя на замену в матче Первой хорватской футбольной лиги против «Горицы».

## Карьера в сборной
Выступал за юношеские сборные Хорватии.

## Статистика
| Выступление      | Выступление      | Выступление      | Чемпионат | Чемпионат | Кубки | Кубки | Итого | Итого |
| Клуб             | Лига             | Сезон            | Игры      | Голы      | Игры  | Голы  | Игры  | Голы  |
| ---------------- | ---------------- | ---------------- | --------- | --------- | ----- | ----- | ----- | ----- |
| Динамо (Загреб)  | ХФЛ              | 2024/25          | 2         | 0         | 0     | 0     | 2     | 0     |
| Динамо (Загреб)  | Итого            | Итого            | 2         | 0         | 0     | 0     | 2     | 0     |
| Всего за карьеру | Всего за карьеру | Всего за карьеру | 2         | 0         | 0     | 0     | 2     | 0     |